# Милцанело (Бреша)
Милцанело је насеље у Италији у округу Бреша, региону Ломбардија.
Према процени из 2011. у насељу је живело 283 становника. Насеље се налази на надморској висини од 59 м.